# Dubautia menziesii
Dubautia menziesii (A.Gray) D.D.Keck è una pianta della famiglia delle Asteracee, endemica delle isole Hawaii.

## Distribuzione e habitat
La specie è endemica della parte orientale dell'isola di Maui, dove popola ambienti alpini semidesertici, con precipitazioni annue di 50–180 cm, ad altitudini comprese tra 1800 e 3.000 m. È una specie pioniera capace di colonizzare le colate laviche recenti.